# The Jazz Knights

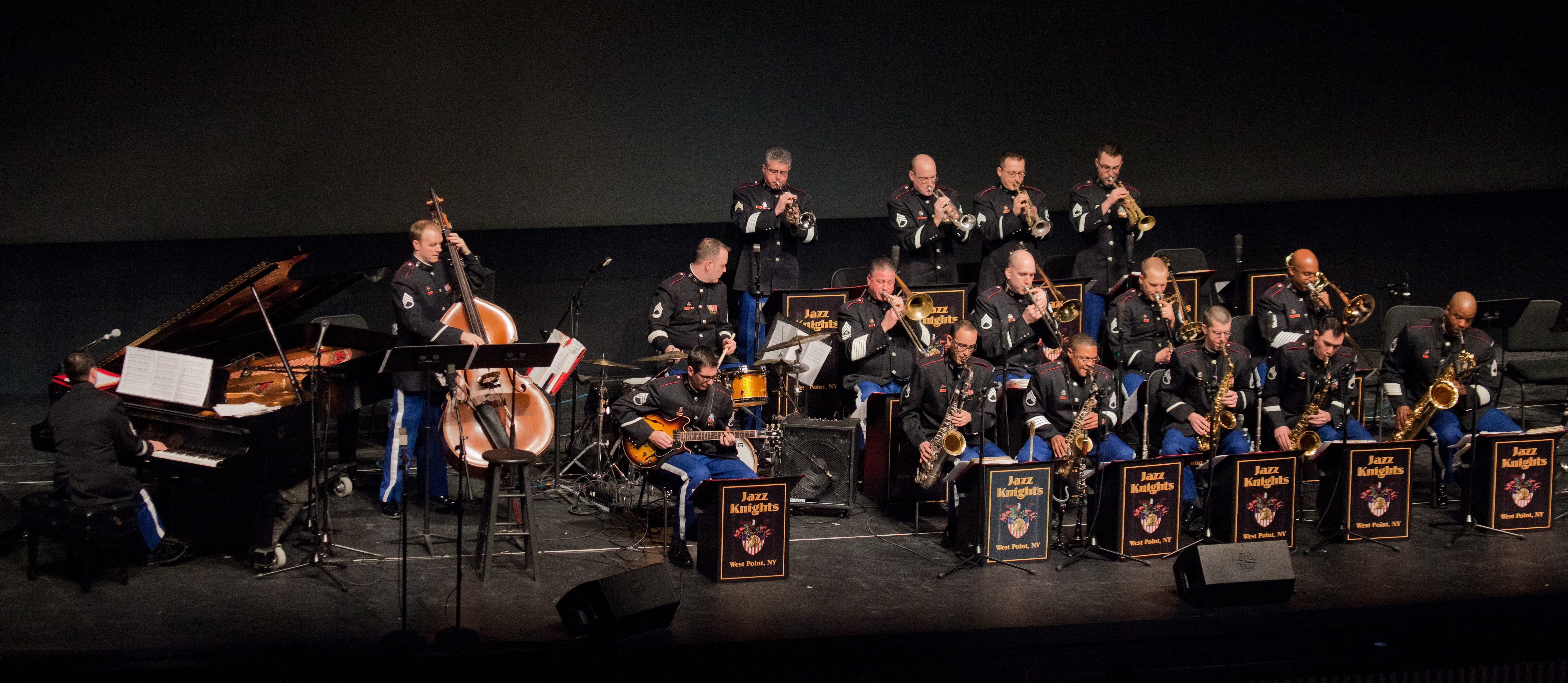
I Jazz Knights si esibiscono all'Eisenhower Hall

The Jazz Knights (in italiano, Cavalieri del Jazz) erano un ensemble jazz della United States Military Academy Band (USMB) di stanza a West Point, New York. È stato uno dei primi ensemble jazz all'interno del gruppo band speciale dell'esercito degli Stati Uniti. Creati originariamente nel 1972, hanno coltivato la tradizione del jazz e hanno intrattenuto il Cadet Corps. I "JK" erano una big band professionale che praticava con lo scopo di presentare, principalmente, musica jazz per orchestra. La missione dell'ensemble era quella di esibirsi, sia di fronte al personale dell'Accademia militare degli Stati Uniti, sia al pubblico americano in generale.
Diciotto musicisti professionisti provenienti da tutti gli Stati Uniti hanno fatto un'audizione per la West Point Band per far parte dell'unità, attraverso un processo di audizione esclusivo. I membri della band hanno suonato, registrato e girato con icone come Count Basie, Buddy Rich, Woody Herman, Maynard Ferguson, Ahmad Jamal, Chaka Kahn, Prince, Billy Cobham e le orchestre di Tommy Dorsey e Glenn Miller. I membri del gruppo si sono diplomati presso alcune delle più prestigiose scuole di musica d'America, tra cui l'Università del North Texas College of Music, l'Eastman School of Music, l'Università dell'Indiana, il Berklee College of Music e la Manhattan School of Music. I membri della band per la banda di West Point sono stati reclutati e selezionati attraverso un processo di audizione competitivo, specificamente per il servizio nella banda dell'accademia militare degli Stati Uniti di West Point. I Jazz Knights hanno presentato spettacoli al pubblico di tutti gli Stati Uniti e in Canada . Il "JK" ha partecipato regolarmente a trasmissioni e registrazioni, che sono state ascoltate anche dai media internazionali. Si sono esibiti al Kennedy Center di Washington DC e per l'A & E Network con i Boston Pops . Notevoli musicisti e artisti jazz che hanno fatto parte del gruppo nel corso degli anni includono Mike Burgess, James Cammack, James Chirillo, Alexis Cole, Jack Cooper, Paul DuBois, Matt Ingman, Vincent Herring, Dave Horne, Doug Lawrence, Ken McGee Archiviato il 14 febbraio 2021 in Internet Archive., Jim Perry, Harvey Tibbs, Greg Waits, e Jamie Way.

## Stile musicale
Il gruppo ha eseguito composizioni che vanno da Fletcher Henderson a Duke Ellington e Count Basie, ad artisti jazz contemporanei come Bob Brookmeyer e Bill Holman . Gran parte della musica eseguita è stata scritta dai loro stessi scrittori e membri dei The Jazz Knights.

## Discografia
- USMA Band, West Point, New York (1993)
- The Jazz Knights, 25 ° anno (1997)[5]
- Emil Richards & the Jazz Knights (2000)[6]
- Progetto di registrazione per il Bicenntennial della West Point Band, Jazz Knights: Volume VI
- Due secoli di tradizione musicale americana (2002)[7]
- Jazz Knights "Commissions 2006" (2006)[8]
- At First Light (2008)[9]
- Punti di svolta (2010)[10]

## Educazione musicale
Una parte importante della missione dei Knights of Jazz è stata la formazione, appunto, nella musica jazz. Molti dei suoi membri erano direttori affermati, con una vasta esperienza nell'educazione musicale. I "JK" si sono esibiti in convegni musicali nazionali, tra cui l'International Association of Jazz Educators, la National Conference of Music Educators, The Midwest Clinic, la Western International Band Clinic, l'Università del Northern Colorado Jazz Festival, l'International Bassist Society Convention, la Conferenza della New York State Band Directors Association, tra il 1993 e il 2008.

## Artisti ospiti
The Jazz Knights hanno registrato e suonato con artisti jazz come Emil Richards, David Liebman, Rufus Reid, John Clayton, Eddie Daniels, Steve Turre, Randy Brecker, Michael Abene, Jon Faddis e Benny Golson.